# Yangyang Xu
Yangyang Xu (geboren 1986 in Anqing, China) ist ein Klimafolgenforscher, der seit September 2016 an der Texas A&M University forscht und lehrt. Er publiziert regelmäßig zu den Folgen des Klimawandels, fallweise gemeinsam mit Veerabhadran Ramanathan.

## Leben und Werk
Yangyang Xu studierte Atmosphärenwissenschaften an der Universität Peking und schloss 2008 mit einem Bachelors Of Science ab. Im selben Jahr ging er in die Vereinigten Staaten, um seine Studien an der Scripps Institution of Oceanography der UCSD fortzusetzen. Dort erlangte er 2011 einen Master of Science in Ozeanographie und 2014 sein Doktorat in Geowissenschaften. Zu seinen Lehrern zählte der berühmte Ozeanograph und Klimaforscher Veerabhadran Ramanathan, mit dem er bereits während seiner Studienzeit gemeinsam wissenschaftliche Arbeiten veröffentlichte.
Von Februar 2014 bis August 2016 war er in verschiedenen Funktionen am National Center for Atmospheric Research in Boulder, Colorado, tätig. Seit September 2016 forscht und lehrt er als Assistant Professor an der Texas A&M University in College Station, Texas. 2017 schlug er gemeinsam mit Veerabhadran Ramanathan zwei zusätzliche Kategorien („Catastrophic“ und „Unknown“) zur Beschreibung der Folgen des Klimawandels vor:
- „Dangerous“ (Gefährlich) bei einer Erwärmung über dem Zielkorridor des Pariser Klimaabkommens,
- „Catastrophic“ (Katastrophal) bei einer Erwärmung über drei Grad, sowie
- „Unknown“ (Unbekannt) bei einer Erwärmung über fünf Grad.

Der Artikel erschien in der Fachzeitschrift Proceedings of the National Academy of Sciences. Ramanathan und Xu rechneten mit einer Wahrscheinlichkeit von 50 Prozent, dass die Erderwärmung innerhalb von drei Jahrzehnten die „Dangerous“-Schwelle überschreiten wird, sofern die Treibhausgasemissionen nicht deutlich verringert werden. Das Erreichen des katastrophalen Niveaus haben sie mit fünf Prozent Wahrscheinlichkeit definiert. Ramanathan verglich diesen Wert in einem Gespräch mit der San Diego Union-Tribune mit einem anderen Risiko: „Würden Sie in ein Flugzeug steigen, wenn es mit fünfprozentiger Wahrscheinlichkeit abstürzen könnte?“
Ende 2018 publizierte er gemeinsam mit Veerabhadran Ramanathan und David G. Victor in der Fachzeitschrift Nature einen Artikel über die globale Erwärmung der Erde, in dem nach Auffassung der drei Autoren belegt wurde, dass die Erwärmung schneller abläuft als bislang befürchtet. Die Autoren stellten die These auf, das Zusammenwirken dreier Faktoren – zunehmende Emissionen, verringerte Luftverschmutzung und natürliche Klimazyklen – könne eine Erwärmung um 1,5 C bereits 2030, nicht erst 2040, eintreten lassen. Klimaforschung und Klimapolitik müssten ihr Hauptaugenmerk auf schnelle Veränderungen und das realistisch Erreichbare richten.